# Nový Jáchymov
Nový Jáchymov là một làng thuộc huyện Beroun, vùng Středočeský, Cộng hòa Séc.